# 2-Nitropropane
Le 2-nitropropane (2-NP) est un composé isopropylé porteur du groupe nitro.

## Propriétés
Le 2-nitropropane est un solvant liquide incolore, d'aspect huileux, dégageant une odeur fruitée agréable. Il est soluble dans le chloroforme et miscible avec la plupart des hydrocarbures aromatiques, cétones, esters et éthers.

## Préparation
Le 2-nitropropane est produit par la nitration en phase gazeuse à haute température du propane, généralement avec des impuretés de 1-nitropropane. Il est également produit en tant que sous-produit volatil, pouvant être capturé, lors de la préparation de l'hydantoïne, via le cycle fermé de Leonard.

## Utilisation
Le 2-nitropropane est utilisé comme solvant ou additif dans les encres, les peintures, les adhésifs, les vernis, les polymères, les résines, les carburants et les revêtements. Il est également utilisé comme matière première pour d'autres produits chimiques industriels, ainsi que dans la synthèse de produits pharmaceutiques tels que la phentermine, la chlorphentermine et le teclozan. Il sert d'oxydant dans le processus d'oxydation Hass-Bender.

## Toxicologie
Le 2-nitropropane est un constituant de la fumée de tabac. D'après des études chez l'animal, il est très probable qu'il soit cancérogène pour l'humain. Il est répertorié comme cancérigène du groupe 2B du CIRC.